# Royal Rumble (2022)
Royal Rumble 2022 fue un evento de lucha libre profesional de pago por evento de WWE Network producido por la WWE para sus divisiones de marca Raw y SmackDown. Tuvo lugar el 29 de enero de 2022 y se realizó en el recinto The Dome at America's Center en Saint Louis, Misuri. Fue el último Royal Rumble a cargo de Vince McMahon como CEO y Presidente de WWE.

## Producción
El Royal Rumble es un pago por evento, producido cada enero por la WWE desde 1988. Es uno de los cuatro pago por evento originales de la promoción, junto con WrestleMania, SummerSlam y Survivor Series, apodado los "Cuatro Grandes" y a partir de octubre de 2021, es uno de los cinco mayores eventos del año de la compañía, junto con Money in the Bank. Lleva el nombre del combate Royal Rumble, una batalla real modificada en la que los participantes ingresan a intervalos cronometrados en lugar de comenzar todos en el ring al mismo tiempo. Tanto los combates masculinos como los femeninos generalmente cuentan con 30 luchadores. Tradicionalmente, el ganador del combate gana un campeonato mundial en WrestleMania de ese año. Para 2022, los hombres tendrán la opción de competir por el Campeonato de la WWE de Raw o el Campeonato Universal de la WWE de SmackDown en WrestleMania 38, mientras que las mujeres pueden elegir entre el Campeonato Femenino de Raw y el Campeonato Femenino de SmackDown, Al igual que los respectivos ganadores de hombres y mujeres del evento de 2021. El Royal Rumble de 2022 será el evento 35 en la cronología de Royal Rumble y contará con luchadores de las marcas Raw y SmackDown.
La lucha Royal Rumble fue creado por el miembro del Salón de la Fama de la WWE, Pat Patterson, y el combate se probó originalmente en un House Show en octubre de 1987 antes de hacer su debut televisado en el evento inaugural del Royal Rumble en 1988. Patterson murió el 2 de diciembre de 2020 a la edad de 79 años.

## Antecedentes
En Day 1, Brock Lesnar derrotó a Bobby Lashley, Seth "Freakin" Rollins, Kevin Owens y el campeón defensor Big E en un combate fatal a cinco para ganar el Campeonato de la WWE de Raw; esto estaba originalmente programado como un combate fatal de cuatro esquinas, pero Lesnar fue añadido debido a que su combate programado contra el Campeón Universal de SmackDown, Roman Reigns, fue cancelado porque Reigns dio positivo por COVID-19. En el siguiente episodio de Raw, Lesnar se reunió con Paul Heyman, quien anunció que el primer retador de Lesnar por el título sería determinado por un combate fatal de cuatro esquinas entre Lashley, Owens, Rollins y Big E. Lashley ganó el combate para enfrentarse a Lesnar por el Campeonato de la WWE en Royal Rumble.
En Day 1, la miembro del Salón de la Fama de la WWE Beth Phoenix apareció para ayudar a su marido y también miembro del Salón de la Fama, Edge, cuando éste estaba siendo atacado por Maryse mientras participaba en un combate con The Miz; Edge acabó ganando el combate. En el siguiente Raw, Miz y Maryse reprendieron a Edge y Phoenix, y este último retó a Miz y Maryse a un combate por equipos mixtos en Royal Rumble. Miz aceptó, a pesar del descontento de Maryse.
En Day 1, Becky Lynch derrotó a Liv Morgan para retener el Campeonato Femenino de Raw. En el siguiente Raw, Morgan se enfrentó a Lynch, queriendo otra revancha. Bianca Belair interrumpió, también queriendo un combate por el campeonato debido a su rivalidad no resuelta con Lynch que comenzó en el SummerSlam 2021. Después, se produjo una pelea. Más tarde en el backstage, Doudrop se enfrentó a los funcionarios de la WWE Adam Pearce y Sonya Deville, exigiendo un combate por el título ella misma, ya que estaba cansada de que Belair y Morgan siempre recibieran oportunidades. Pearce y Deville programaron un combate de triple amenaza entre Belair, Doudrop y Morgan para la semana siguiente y la ganadora se enfrentaría a Lynch por el Campeonato Femenino de Raw en el Royal Rumble. El combate fue ganado por Doudrop, gracias a que Lynch atacó a Belair.
En Day 1, el actor y doble de acción, Johnny Knoxville, anunció mediante su cuenta de Instagram que participaría en el combate masculino de Royal Rumble. En el siguiente SmackDown, Sami Zayn se encontró con Knoxville en el backstage y afirmó que Knoxville no estaba cualificado para competir en el Royal Rumble match, ni se había ganado la oportunidad de estar en él. Después de que Zayn perdiera su combate esa noche, Knoxville bajó corriendo al ring y lanzó a Zayn por la cuerda superior. Se anunció entonces que Knoxville se había clasificado oficialmente para el Royal Rumble, para disgusto de Zayn.
En el episodio del 7 de enero de SmackDown, como el Campeón Universal Roman Reigns no tenía un retador para su título en Royal Rumble, el funcionario de la WWE Adam Pearce informó a Reigns que había seleccionado a su oponente. Reigns desestimó a Pearce, afirmando que ya había derrotado a todos en el roster de SmackDown. Más tarde esa noche, Seth "Freakin" Rollins de Raw se enfrentó a Reigns en su vestuario, riéndose histéricamente de Reigns, aparentemente confirmando que era la selección de Pearce. En el episodio del 10 de enero de Raw, Rollins confirmó que desafiaría a Reigns por el Campeonato Universal en el Royal Rumble en un enfrentamiento intermarca. En el episodio del 21 de enero de SmackDown, Rollins y Kevin Owens derrotaron a The Usos (Jey Uso y Jimmy Uso) por descalificación gracias a la interferencia de Reigns, y según la estipulación, prohibiendo a The Usos estar en el ringside durante el combate por el Campeonato Universal; si Rollins y Owens hubieran perdido, Rollins habría perdido su oportunidad de campeonato.
En el episodio del 7 de enero de SmackDown, la Campeona Femenina de SmackDown, Charlotte Flair, reveló 18 de las mujeres que competirían en el combate femenino de Royal Rumble, incluyendo a veteranas y miembros del Salón de la Fama de la WWE y, en particular, a la actual Campeona Mundial de Knockouts de Impact Wrestling, Mickie James, que participó debido a una asociación con Impact Wrestling. Además, Flair declaró que también participaría en el combate, afirmando que sería la primera campeona femenina reinante en ganar el Royal Rumble. Mientras que la ganadora tradicionalmente gana un combate por el campeonato en WrestleMania, Flair declaró que en su lugar elegiría a su oponente de WrestleMania 38 si ganaba.

## Resultados
- Seth "Freakin" Rollins derrotó al Campeón Universal de la WWE Roman Reigns por descalificación (14:25).[10][11]
  - El árbitro descalificó a Reigns después de no soltar a Rollins con un «Guillotine Choke» luego de la cuenta de cinco mientras Rollins agarraba la cuerda.
  - Después de la lucha, Reigns atacó a Rollins con una silla.
  - The Usos tenían prohibido el acceso al ringside.
  - Como resultado, Reigns retuvo el título.
- Ronda Rousey ganó el Women's Royal Rumble Match (59:40).[10][12]
  - Rousey eliminó finalmente a Charlotte Flair, ganando la lucha.
  - Durante la lucha, Reggie intervino a favor de Dana Brooke.
  - Esta fue la primera vez en que se incluyó a la campeona máxima de otra promoción, siendo Mickie James en calidad de Campeona Mundial de Knockouts de Impact.
- Becky Lynch derrotó a Doudrop y retuvo el Campeonato Femenino de Raw (13:00).[10][13]
  - Lynch cubrió a Doudrop después de un «Manhandle Slam» desde la segunda cuerda.
- Bobby Lashley (con MVP) derrotó a Brock Lesnar (con Paul Heyman) y ganó el Campeonato de la WWE (10:15).[10][14]
  - Lashley cubrió a Lesnar después de un «Spear» de Roman Reigns seguido de un golpe con el campeonato.
  - Durante la lucha, Heyman traicionó a Lesnar.
- Beth Phoenix & Edge derrotaron a Maryse & The Miz (12:30).[10][15]
  - Edge cubrió a The Miz después de un «Double Glam Slam».
- Brock Lesnar ganó el Men's Royal Rumble Match (51:10).[10][16]
  - Lesnar eliminó finalmente a Drew McIntyre, ganando la lucha.
  - Lesnar se convirtió en el luchador en ganar su segundo Royal Rumble con 19 años de diferencia.

## Royal Rumble: entradas y eliminaciones
El color rojo ██ indica las superestrellas de Raw, azul ██ indica las superestrellas de SmackDown , rosa ██ indica las superestrellas de Impact Wrestling, gris ██ indica las superestrellas miembros del WWE Hall of Fame, verde ██ indica las superestrellas que son celebridades, y blanco ██ indica las superestrellas que son agentes libres. Cada participante ingresó en intervalos de 90 segundos (1 minuto y medio).

### Royal Rumble femenino

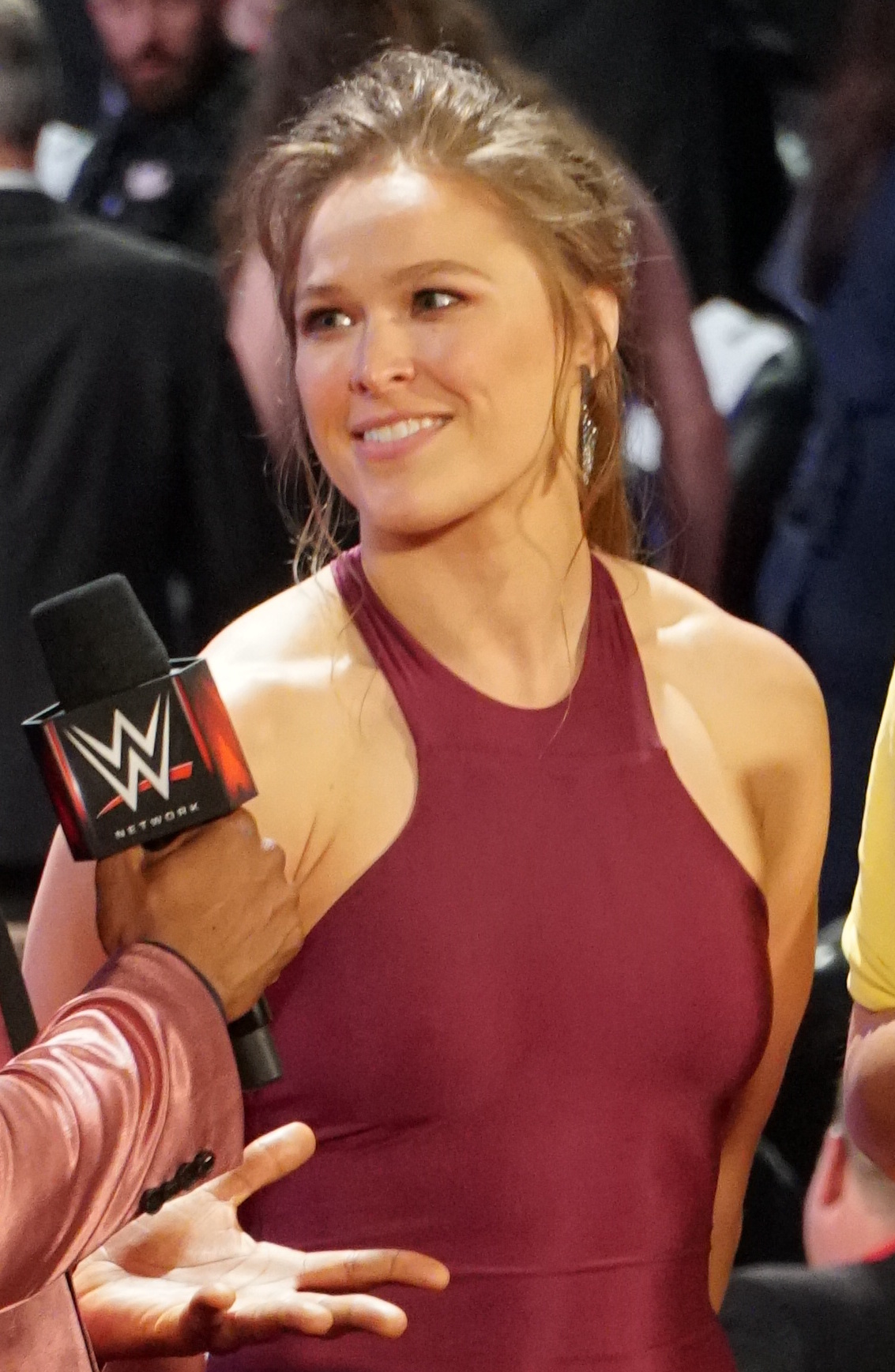
Ronda Rousey, ganadora del Royal Rumble 2022 femenino.

| N.º | Luchadora       | Orden | Eliminada por   | Tiempo | Eliminaciones |
| --- | --------------- | ----- | --------------- | ------ | ------------- |
| 1   | Sasha Banks     | 3     | Zelina          | 09:44  | 2             |
| 2   | Melina          | 1     | Banks           | 00:53  | 0             |
| 3   | Tamina          | 5     | Natalya         | 16:41  | 0             |
| 4   | Kelly Kelly     | 2     | Banks           | 01:05  | 0             |
| 5   | Aliyah          | 10    | Flair           | 22:50  | 0             |
| 6   | Liv Morgan      | 17    | Brie            | 37:20  | 0             |
| 7   | Queen Zelina    | 9     | Ripley          | 17:25  | 1             |
| 8   | Bianca Belair   | 28    | Flair           | 47:30  | 0             |
| 9   | Dana Brooke     | 4     | McCool          | 02:12  | 0             |
| 10  | Michelle McCool | 13    | James           | 21:50  | 1             |
| 11  | Sonya Deville   | 7     | Naomi           | 02:00  | 2             |
| 12  | Natalya         | 24    | Rousey          | 36:17  | 2             |
| 13  | Cameron         | 6     | Deville         | 00:51  | 0             |
| 14  | Naomi           | 11    | Deville         | 07:18  | 1             |
| 15  | Carmella        | 8     | Ripley          | 00:50  | 0             |
| 16  | Rhea Ripley     | 26    | Flair           | 30:59  | 3             |
| 17  | Charlotte Flair | 29    | Rousey          | 31:23  | 5             |
| 18  | Ivory           | 12    | Ripley          | 00:25  | 0             |
| 19  | Brie Bella      | 22    | Rousey          | 19:21  | 3             |
| 20  | Mickie James    | 18    | Lita            | 11:40  | 1             |
| 21  | Alicia Fox      | 15    | Nikki           | 06:30  | 0             |
| 22  | Nikki A.S.H.    | 20    | Rousey          | 12:13  | 1             |
| 23  | Summer Rae      | 14    | Natalya         | 00:52  | 0             |
| 24  | Nikki Bella     | 21    | Brie            | 08:40  | 2             |
| 25  | Sarah Logan     | 16    | The Bella Twins | 00:43  | 0             |
| 26  | Lita            | 25    | Flair           | 10:21  | 1             |
| 27  | Mighty Molly    | 19    | A.S.H.          | 00:20  | 0             |
| 28  | Ronda Rousey    | —     | Ganadora        | 10:16  | 5             |
| 29  | Shotzi          | 23    | Rousey          | 02:56  | 0             |
| 30  | Shayna Baszler  | 27    | Flair           | 05:31  | 0             |

### Royal Rumble masculino
| N.º | Luchador          | Orden | Eliminado por                                               | Tiempo | Eliminaciones |
| --- | ----------------- | ----- | ----------------------------------------------------------- | ------ | ------------- |
| 1   | AJ Styles         | 14    | Moss                                                        | 29:06  | 6             |
| 2   | Shinsuke Nakamura | 2     | Styles                                                      | 05:51  | 0             |
| 3   | Austin Theory     | 11    | Styles                                                      | 22:06  | 1             |
| 4   | Robert Roode      | 1     | Styles                                                      | 00:54  | 0             |
| 5   | Ridge Holland     | 12    | Styles                                                      | 19:11  | 1             |
| 5   | Montez Ford       | 6     | Omos                                                        | 09:10  | 0             |
| 7   | Damian Priest     | 7     | Omos                                                        | 11:04  | 0             |
| 8   | Sami Zayn         | 4     | Styles                                                      | 03:17  | 1             |
| 9   | Johnny Knoxville  | 3     | Zayn                                                        | 01:26  | 0             |
| 10  | Angelo Dawkins    | 5     | Omos                                                        | 02:15  | 0             |

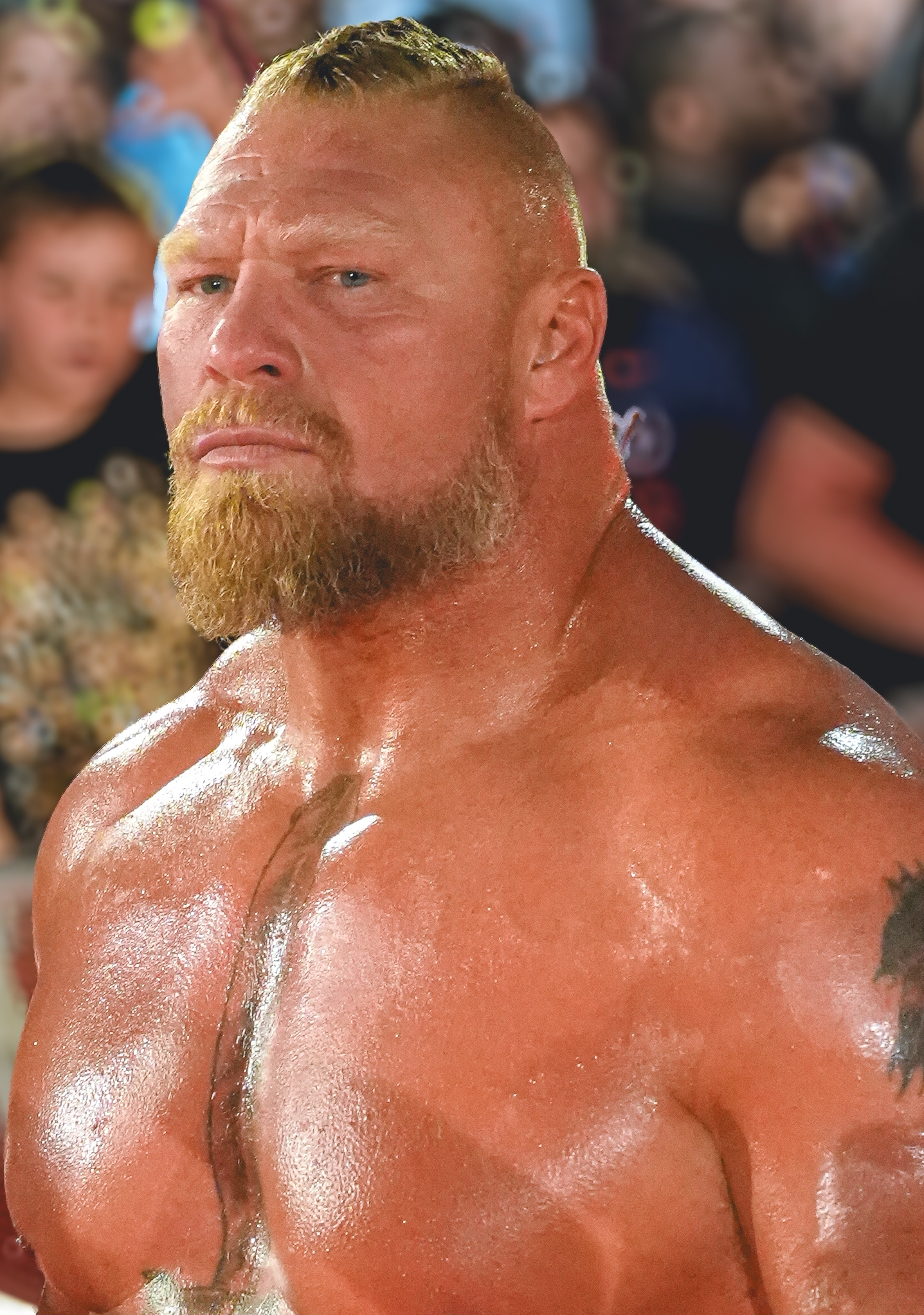
Brock Lesnar, ganador del Royal Rumble 2022 masculino.

| 11  | Omos              | 8     | Styles, Theory, Gable, Dominik Mysterio, Ricochet y Holland | 04:24  | 3             |
| 12  | Ricochet          | 9     | Corbin                                                      | 04:23  | 1             |
| 13  | Chad Gable        | 13    | Boogs                                                       | 08:18  | 1             |
| 14  | Dominik Mysterio  | 10    | Corbin                                                      | 03:44  | 1             |
| 15  | Happy Corbin      | 17    | McIntyre                                                    | 10:47  | 3             |
| 16  | Dolph Ziggler     | 20    | Rey Mysterio y Bad Bunny                                    | 21:46  | 0             |
| 17  | Sheamus           | 19    | Bad Bunny                                                   | 17:55  | 0             |
| 18  | Rick Boogs        | 15    | Corbin                                                      | 04:33  | 1             |
| 19  | Madcap Moss       | 16    | McIntyre                                                    | 04:24  | 1             |
| 20  | Riddle            | 27    | Lesnar                                                      | 19:46  | 2             |
| 21  | Drew McIntyre     | 29    | Lesnar                                                      | 19:18  | 2             |
| 22  | Kevin Owens       | 22    | McMahon                                                     | 11:13  | 1             |
| 23  | Rey Mysterio      | 21    | Otis                                                        | 09:05  | 1             |
| 24  | Kofi Kingston     | 18    | Owens                                                       | 00:21  | 0             |
| 25  | Otis              | 24    | Riddle y Orton                                              | 08:52  | 1             |
| 26  | Big E             | 23    | Riddle y Orton                                              | 06:37  | 0             |
| 27  | Bad Bunny         | 26    | Lesnar                                                      | 07:41  | 2             |
| 28  | Shane McMahon     | 28    | Lesnar                                                      | 05:38  | 1             |
| 29  | Randy Orton       | 25    | Lesnar                                                      | 02:21  | 2             |
| 30  | Brock Lesnar      | —     | Ganador                                                     | 02:32  | 5             |

## Recepción
El Royal Rumble de los varones fue ampliamente criticado por los fanáticos debido a la falta de sorpresas y poder estelar, y algunos lo incluyeron entre los peores Royal Rumble match en la historia de la compañía. Bryan Alvarez de Sports Illustrated describió el combate como "aburrido", llamándolo un "Rumble genérico bastante por los números" como «lo más notable del partido fue lo rápido que apresuraron todo sacar el programa del aire a la medianoche ET a pesar de que la historia de Royal Rumble ha demostrado que cambiar los intervalos no es algo que WWE haya evitado nunca, y hacerlo aquí habría dejado más tiempo para los grandes momentos al final». Por su parte, el Royal Rumble femenino también hubo un poco de escándalo, aunque no por la calidad del combate, sino por la victoria de Ronda Rousey, quien hacía su regreso a WWE desde su combate en WrestleMania 35, al tildar el resultado de sobrevalorado por cierto favoritismo de la empresa hacía Rousey.
Otra crítica al evento eran los constantes cambios respecto a las entradas para el Royal Rumble Match varonil. Se había rumoreado que Shane McMahon era quien estaba a cargo de la producción del evento, aprovechándose de su apellido mostrando un comportamiento egocéntrico al querer ser el primero en entrar al combate hasta ser de los 4 últimos que quedaban en el ring. Sin embargo, la idea fue descartada por su padre Vince McMahon, por lo que Shane entró en el número 28. Esta polémica causó la abrupta salida de Shane de la empresa tras una supuesta discusión con Vince, cancelando varios planes para el, como una posible rivalidad con Austin Theory que culminaría en WrestleMania 38.